# Altavilla Irpina

Altavilla Irpina es uno de los municipios o comunas ("comune" en italiano) de la provincia de Avellino, en la región de Campania. Con cerca de 4.233 habitantes, según censo de 2005, se extiende por una área de 14 km², teniendo una densidad de población de 300 hab/km². Hace frontera con los municipios de Arpaise, Ceppaloni, Chianche, Grottolella, Petruro Irpino, Pietrastornina, Prata di Principato Ultra, Sant'Angelo a Scala y Tufo.
Dispone de estación ferroviaria en la línea Avellino-Benevento, estando a mitad de camino entre las dos ciudades.

## Historia
Los orígenes de Altavilla se desconocen por su antigüedad; siendo ya mencionada por Virgilio en la Eneida, con el nombre de Poetilia.
Altavilla ha tenido otros nombres: Scandiano, Altacoda, Altacauda...

## Demografía
| Gráfica de evolución demográfica de Altavilla Irpina entre 1861 y 2001 |
|                                                                        |
| Fuente ISTAT - elaboración gráfica de Wikipedia                        |